# Iosif Deutsch
Iosif Deutsch (n. 1932, Oradea, România – d. 1993, SUA), cunoscut ca Iosif Deveny după emigrarea în SUA, a fost un jucător român de polo pe apă. El a concurat la Jocurile Olimpice de vară din 1956.

## Biografie
A început activitatea sportivă în cadrul structurilor sportive din Oradea, unde a jucat și polo, cunoscând consacrarea la CCA/CSA “Steaua” și la loturile naționale. A activat la acest club în perioada 1951-1956 ca jucător de polo, în anul 1952 participând și în competițiile de înot (finalist la CN). S-a pregătit cu antrenorul Adalbert Balint. A fost specializat pe postul de portar, reușind să-și păstreze poziția de titular până în 1956. A contribuit la cucerirea celor 5 titluri de campioni naționali cu echipa de polo a CSA ”Steaua”, în perioada 1952-1956. 
Component al loturilor naționale, a susținut, până în anul 1956, pe postul de portar, 44 de jocuri inter-țări. A participat la numeroase turnee și jocuri amicale și oficiale, contra unor echipe din URSS, Ungaria, Italia, RDG, Polonia, Franța, Belgia, Bulgaria, Egipt și din alte țări. Contribuie la clasarea echipei naționale pe locurile III la cea de-a XII-a ediție a
Jocurilor Mondiale Universitare din 1954 (Budapesta) și la cel de-al V-lea Festival Mondial al Tineretului și Studenților din 1955 (Varșovia). A făcut parte din echipa reprezentativă participantă pentru prima data la CE din anul 1954 de la Torino
(antrenor Vasile Daroczi), obținând locul al IX-lea. Participant la JO din anul 1956 (Melbourne), unde echipa nu a reușit să promoveze în fazele superioare, clasându-se pe locul al IX-lea. A fost maestru al Sportului din 1952. 
Împreună și cu alți jucători după Jocurile Olimpice de vară din 1956, nu s-a mai întors în țară, stabilindu-se în SUA, unde a continuat să mai joace. Astfel, în perioada 1957-1959, a jucat în Campionatul Universitar American, reprezentând Universitatea de Sud din California (USC) - antrenor Neil Kohlhase - câstigând trei titluri de campion. Și-a desfășurat activitatea în domeniul importului și exportului.